# Jewgienij Samotiejkin
Jewgienij Matwiejewicz Samotiejkin (ros. Евге́ний Матве́евич Самоте́йкин, ur. 18 października 1928 w Leningradzie, zm. 20 lipca 2014) – radziecki dyplomata.
Członek WKP(b), 1952 ukończył Moskiewski Państwowy Instytut Stosunków Międzynarodowych i podjął pracę w Ministerstwie Spraw Zagranicznych ZSRR, 1964-1983 referent I sekretarza/sekretarza generalnego KC KPZR, od 24 kwietnia 1983 do 22 sierpnia 1990 ambasador ZSRR w Australii. Od 1990 na emeryturze.